# Эдвардс, Фрэнк (музыкант)
 Фрэнк Эдвардс (англ. Frank Edwards; 20 марта 1909 года, Вашингтон, США — 22 марта 2002 года, Гринвилл, Южная Каролина, США) — американский блюзовый гитарист, харпер и певец. Номинант Blues Music Awards в категории «Исторический блюзовый альбом» (1991) . Известен также под прозвищами Mr. Frank, Black Frank and Mr. Cleanhead. Один из редчайших блюзовых музыкантов, кто записывался до Второй мировой войны и которые продолжали записываться в XXI веке. 

## Биография
Фрэнк Эдвардс родился в Вашингтоне, Джорджия в 1909 году . Его друг в детстве показал ему как играть на гитаре, и вскоре, в возрасте 8-9 лет он купил себе первую гитару, которую религиозный отец заставил отнести обратно. В 14-летнем возрасте из-за разногласий с отцом ушёл из дома, отправившись в Сент-Огастин, Флорида, где купил слайд-гитару. Учился играть у Тампы Реда в его излюбленном стиле боттлнек . Прожив около пяти лет в Сент-Огастине, перебрался в Ноксвилл, Теннесси. С1934 года осваивал губную гармонику, увидев в Теннесси как исполнитель на её использовал на концерте , черпая вдохновение в игре Сонни Боя Уильямсона . В течение 1930-х путешествовал по стране, в том числе с Робертом Джонсоном, бродяжничал, выступал на улицах. «Побывал везде, почти по всем Соединенным Штатам. Не заезжал слишком далеко на север. Был в Нью-Йорке и Чикаго, но я не поехал в Миннесоту и все штаты Новой Англии…но во всех остальных штатах я был со своей гитарой на плече. Я зарабатывал достаточно, чтобы поесть» . В 1936 году осел в Атланте, где познакомился с блюзменом Томми Макклиннаном. Работал плотником, маляром и сантехником. В 1941 году Okeh Records выпустила два сингла музыканта (записав ещё четыре песни для Columbia Records, которые не были выпущены). В том же году был призван в армию, после получения травмы через два-три года был демобилизован, вернулся в Атланту, и выступал в местных  клубах, в том числе с Блайнд Вилли Мактеллом. В 1949 году записался в Атланте для Regal Records, но запись тоже не была выпущена. В течение 1950-х и 1960-х его записи выходили лишь на сборниках, хотя он продолжал выступать на местном уровне. 
После того, как его заметил исследователь блюза Пит Лоури в 1972 году, Фрэнк Эдвардс в 1973 году выпустил дебютный лонгплей Done Some Travelin, переиздание которого в 1991 году под названием Georgia Blues претендовало на Blues Music Award в номинации «Исторический блюзовый альбом».   
Последний концерт музыканта состоялся на вечеринке в честь его дня рождения за два дня до смерти. По свидетельству очевидцев: «Вечер завершился игрой Эдвардса примерно в течение часа…он был силён, сильнее, чем я когда-либо видел, чтобы он играл…Он ушел на пике своей игры, с совершенно новыми песнями, с огнем, с большой вечеринкой»  Умер от инфаркта в 93-летнем возрасте в Гринвилле, Южная Каролина на обратной дороге домой в Атланту, в автомобиле скорой помощи через два часа после завершения своей последней записи в студии в Хиллсборо, Северная Каролина для некоммерческого фонда помощи Music Maker Relief Foundation . У него остались дочь, три падчерицы и пасынок .
«Фрэнк Эдвардс исполняет песни, которые часто очаровывают своими комментариями о состоянии человека. Его сдавленный и сдержанный голос трогателен и глубок. Он аккомпанирует себе одновременно на гитаре и губной гармошке, с поразительными звуковыми контрастами. Символ блюзовой сцены Атланты 70-х и позже, г-н Фрэнк (как его прозвали) был потрясающим автором песен и потрясающим музыкантом» .

## Дискография

### Альбомы
- 1973: Done Some Travelin (Trix), переиздан Wolf Records как Georgia Blues (1991) и Georgia Country Blues (2005)
- 2004: Chicken Raid (Music Maker Recordings)

### Синглы
- 1941: «Terraplane Blues»/«We Got To Get Together» (Okeh)
- 1941: «Three Women Blues»/«Sweet Man Blues» (Okeh)